# Konstantin, Đại công tước xứ Tver
Konstantin Mikhailovich (1306 - 1345), hoàng tử của Dorogobuzh, Công tước xứ Tver (1327 - 1338,1339 - 1345), con trai thứ ba của Công tước Mikhail Yaroslavich xứ Vladimir và Tver.

## Thời trai trẻ
Konstantin lần đầu tiên được đề cập trong các biên niên sử năm 1318 như một con tin trong Hãn quốc Kim Trướng, lúc ông mới 12 tuổi. Tức giận trước hành động của Đại công Mikhail, Hãn vương Kim Trướng (Uzbek) ra lệnh bắt con trai của Đại công Tvers rồi giám ngục cho chết đói. Nhưng các cận thần của Hãn vương đã khuyên nhà vua nên để cậu bé đi, nói rằng nếu nhà vua Kim Trướng giết anh ta, Mikhail sẽ không bao giờ xuất hiện trong Hãn quốc. Hãn Uzbek buộc lòng phải ra lệnh thả Konstantin ra
Mặc dù được Hãn vương Uzbek cho tự do, nhưng Konstantin vẫn bị giam lỏng cùng với cha mình cho đến lúc người cha qua đời năm 1318. Trước lúc mất, Đại công Mikhail gửi con trai Konstantin cho hoàng hậu Uzbek là Khanshe Bayalun và bà đã nuôi cậu bé đến lúc lớn, sau đó tìm cách đưa cậu bé Konstantin về nước.
Về nước không lâu, Konstantin và một số người thân tín đã bị viên tân Đại công Moskwa là Yury III Danilovich bắt đưa về Vladimir. Để cứu thoát em trai và muốn lập quan hệ với Moskwa, Dmitri, Đại vương công xứ Tver cho một lượng của hồi môn là 18.000 rúp để Konstantin cưới nàng Sofya Yuryevna, con gái của Đại công Moskwa vào năm 1320. Cuộc hôn nhân viên mãn này đã sinh ra hai người con: Simeon, Yeremey.

## Lên làm Đại công Tvers lần đầu (1327–1338)
Năm 1326, nhân một cuộc khởi nghĩa lớn của nhân dân Tvers chống lại ách thống trị của quân Tatars làm triều đình của Aleksandr I, Đại vương công xứ Tver phải di tản qua vùng Novgorod và Pskov, Konstantin Mikhailovich cùng với em trai Vasily trú ở Ladoga. Triều đình Tvers khuyết ngôi Đại công gần 1 năm
Năm sau (1327), Konstantin trở về nước và cùng với Ivan I Danilovich Kalita đến triều kiến Hãn vương Kim Trướng. Riêng Aleksandr I, Đại vương công xứ Tver không dám về trình diện Hãn, vì ông này đã giết người thân và tùy tùng của Hãn vương. Khi biết sự việc được tâu lại, Hãn vương tha thứ và cho phép Konstantin được đón anh trai về, đổi lại Konstantin sẽ làm chư hầu của Hãn vương mãi mãi.
Năm 1328, Đại công Ivan I bất ngờ tấn công Pskov, nơi Aleksandr I, Đại vương công xứ Tver đang ở; buộc ông này phải chạy sang tận Novgorod ẩn náu. Trong số các hoàng tử đi cùng ông là có Konstantin và Vasily. Chán việc chống lại Moskwa, Đại công Konstantin tập trung khôi phục lại đất nước, ổn định nội bộ triều đình nhằm tăng cường sự thống nhất cho công quốc Tvers.\
Năm 1338, Konstantin nhường quyền lại cho anh trai Aleksandr.

## Lên làm Đại công Tvers lần hai (1339–1345)
Năm 1339, Konstantin trở lại ngôi vị Đại công Tvers sau khi anh trai và cháu trai (Fyodor) bị Hãn vương bắt và giết chết vì tội vu khống Ivan Kalita. Tuy nhiên, do đang ốm nặng nên Konstantin không ra thiết triều; toàn bộ quyền lực ở Tvers đều do Đại công Moskwa nắm giữ. Để dần dần độc chiếm Tvers, Đại công Moskwa ra lệnh cho Konstantin phải ra khỏi cung điện, mang theo chiếc chuông từ Nhà thờ Chuyển hóa - một biểu tượng của tự do và độc lập của Tver, sang thần phục Moskwa. Trong thời gian tiếp sau đó, Konstantin thường xuyên phải sang chầu Đại công Moskwa, tạo mối quan hệ tốt với con trai của Đại công Moskwa là Simeon Gordyi.
Năm 1345, Konstantin Mikhailovich bắt đầu cãi nhau với góa phụ của Aleksandr là Anastasia và cháu trai Vsevolod. Ông bắt đầu đẩy mạnh quyền lực của Kholm, bắt lấy các thiếu niên và những người đầy tớ để lấy lại quyền lực. Chán ngày hành động bất thường của người chú mình, Vsevolod bỏ đi đến Moskva để gặp Simeon. Khoảng cuối năm 1345, Konstantin và Vsevolod đã đến Hãn quốc Kim Trướng. Ở đó, năm 1346, Konstantin chết, có thể đã bị đầu độc. Công quốc Tver bị chiếm giữ bởi Vsevolod bỏ qua chú của Vsevolod là Vasily
Vsevolod chính thức lên cầm quyền, hiệu là Vsevolod, Đại vương công xứ Tvers

## Gia đình
1. Với người vợ Sofya Yuryevna, ông có hai con là Simeon vầ Yeremey. Trừ Simeon yên ổn trong thái ấp Kalinsky; Yeremey tham gia vào tranh chấp ngôi vị Tvers với người cháu Mikhail
2. Với người vợ Evdokia, ông không có con